# Приходько, Александр Николаевич
Алекса́ндр Никола́евич Прихо́дько (укр. Олександр Миколайович Приходько; род. 11 апреля 1966, Киев) — советский и украинский футболист, защитник. Тренер.
Играл в высших лигах СССР и Украины за «Гурию» и «Ниву» Винница. В составе могилёвского «Торпедо» становился финалистом Кубка Белоруссии. После завершения карьеры игрока вместе с Александром Рябоконем работал тренером. Серебряный призёр чемпионата Белоруссии 2005.

## Карьера игрока
Воспитанник киевского «Динамо». Первые тренеры — Павел Васильев, Виктор Шевченко и Вячеслав Семёнов. В 1983 году играл за дублирующий состав «Динамо». В 1984 году перешёл в команду второй лиги «Колос» (Павлоград), в составе которой завоевал серебряную медаль чемпионата УССР. Во время службы в армии выступал за киевский СКА. В 1987 году был приглашён Михаилом Фоменко в команду высшей лиги «Гурия» (Ланчхути). Позже выступал за ужгородское «Закарпатье», черниговскую «Десну» и кременчугский «Кремень».
17 марта 1992 года сыграл первый матч в высшей лиге чемпионата Украины в составе винницкой «Нивы» против «Кремня» (0:1). В первенстве Украины выступал также за «Химик» (Житомир), «Нефтехимик» (Кременчуг), «Подолье» (Хмельницкий), «Сириус» (Жёлтые Воды) и «Систему-Борекс» (Бородянка). В 1995 году перешёл в «Торпедо» (Могилёв), где стал финалистом Кубка Белоруссии. В сезоне 1996/97 играл в чемпионате Австралии за клуб «Коллингвуд Уорриорс». В 1999 году провёл 5 матчей в чемпионате Молдавии в составе команды «Нистру» (Атаки). Завершил карьеру футболиста после выступлений за любительский «Днепр» из Киева.

## Карьера тренера
В 2000 году принял предложение главного тренера «Борисфена» Александра Рябоконя и получил должность в тренерском штабе. В 2003 году бориспольская команда, заняв второе место в первой лиге, получила право на повышение в классе. В первом сезоне в высшей лиге «Борисфен» занял седьмое место. В 2005 году Приходько работал ассистентом главного тренера в минском «Динамо», которое в том сезоне стало вице-чемпионом Белоруссии. В 2008 году получил должность тренера в черниговской «Десне». После исключения «Десны» из ПФЛ работал в футбольных клубах «Львов» и «Севастополь». В марте 2012 года вместе с Александром Рябоконем вернулся в «Десну».

## Достижения
«Колос» Павлоград
- Серебряный призёр чемпионата УССР: 1984

«Сириус» Жёлтые Воды
- Победитель переходной лиги Украины: 1993/94

«Торпедо» Могилёв
- Финалист Кубка Белоруссии: 1994/95